# Auguste Lalance
Auguste Lalance, né à Champagney le 1er septembre 1830 et mort le 7 mai 1920 à Mulhouse, est un industriel français du XIXe siècle qui a fait partie du mouvement des députés protestataires, opposés au rattachement de l'Alsace-Lorraine au Reich : les députés d'Alsace et de Lorraine.
Il est également connu pour la création du sanatorium de Lutterbach.

## Biographie
Auguste Lalance naît le 1er septembre 1830 au hameau de la Houillère de Champagney, près du puits Saint-Louis (un charbonnage), où il passe son enfance. Son père (1802-1842) est ingénieur des mines aux houillères de Ronchamp. Il est marié avec Mélanie Kœchlin (nièce d'André Kœchlin). À la mort de son père, ses deux frères et lui sont élevés seuls par leur mère qui se retrouve sans ressources. À l'âge de 15 ans, il entre à la Société alsacienne de constructions mécaniques (SACM). Cinq ans plus tard, il devient représentant de son entreprise à l'international, notamment à l'exposition universelle de 1855.
Avec Henry Haeffely et Gustave Schaeffer il a fondé les Établissements d'impression, de teinture et de blanchiments de Pfastatt, dans l'enceinte de l'ancien château de Pfastatt en 1870.
Auguste Lalance a été vainqueur aux élections au Reichstag de février 1887 de Jean Mieg-Koechlin, qui avait inauguré le premier réseau de tramway mulhousien (1882). Puis il s’est installé à Paris en 1887 pour effectuer des travaux pour le compte de la Société alsacienne de constructions mécaniques (SACM) puis de devenir cofondateur en 1888 de la Société électrique du secteur de la place Clichy. Il a confié plusieurs chantiers à l'architecte Paul Friesé, ainsi que plusieurs projets d’équipements électriques : usine de production du secteur de Clichy, du quai de Jemmapes (Paris 10e), d’Armentières, d’Asnières, de Bourges et de Poitiers, usine génératrice pour le Métropolitain (1898-1904), usine Schneider de Champagne-sur-Seine (1901).
En 1901, il fonde un sanatorium à Lutterbach, en Alsace,.